# Euscelidella albipunctata
Euscelidella albipunctata är en insektsart som beskrevs av Evans 1954. Euscelidella albipunctata ingår i släktet Euscelidella och familjen dvärgstritar. Inga underarter finns listade i Catalogue of Life.